# Lei Complementar Federal do Brasil 20 de 1974
A Lei Complementar número 20 dispunha sobre a criação de estados e territórios no Brasil. Foi sancionada pelo presidente Ernesto Geisel em 1 de julho de 1974.
Além de regulamentar a criação de novas unidades administrativas no país, a mesma determinou a forma como se daria a fusão dos estados do Rio de Janeiro e da Guanabara no ano seguinte, trazendo de volta a organização territorial fluminense que vigorou até 1834, quando da edição do Ato Adicional à constituição do Império do Brasil.
Regulamentava, também, a criação da Região Metropolitana do Rio de Janeiro e foi utilizada como base para a criação do estado do Mato Grosso do Sul, em 1979.